# Reichenspitze
Die Reichenspitze ist ein 3303 m ü. A. hoher Berg in den östlichen Zillertaler Alpen an der Grenze zwischen Salzburg und Tirol. Sie ist der höchste Gipfel der nach ihr benannten Reichenspitzgruppe und bietet eine gute Rundsicht. Benachbarte Berge sind im Verlauf des Nordostgrats der 3263 m hohe Gabler, im Südgrat die Richterspitze (3052 m) und im Nordwestgrat die 3280 m hohe Wildgerlosspitze. Der Berg ist ringsum von Gletschern bedeckt: Im Norden das Wildgerloskees, im Osten das Rainbachkees und im Südwesten das Kuchelmooskees.

## Erstbesteigung
Die Erstbesteigung gelang 1856 einem Bauern aus Prettau im Ahrntal, dessen Namen nicht mehr bekannt ist, von Südosten her über die Ostwand, eine Route, die heute (im Gipfelbereich) mit der Schwierigkeit UIAA III bewertet wird. Die erste touristische Ersteigung erfolgte am 16. Juli 1865 durch Peter Haller aus Gmünd und die Forstwarte Anton Peer und Josef Unterrainer vom Schönachtal aus.

## Routen

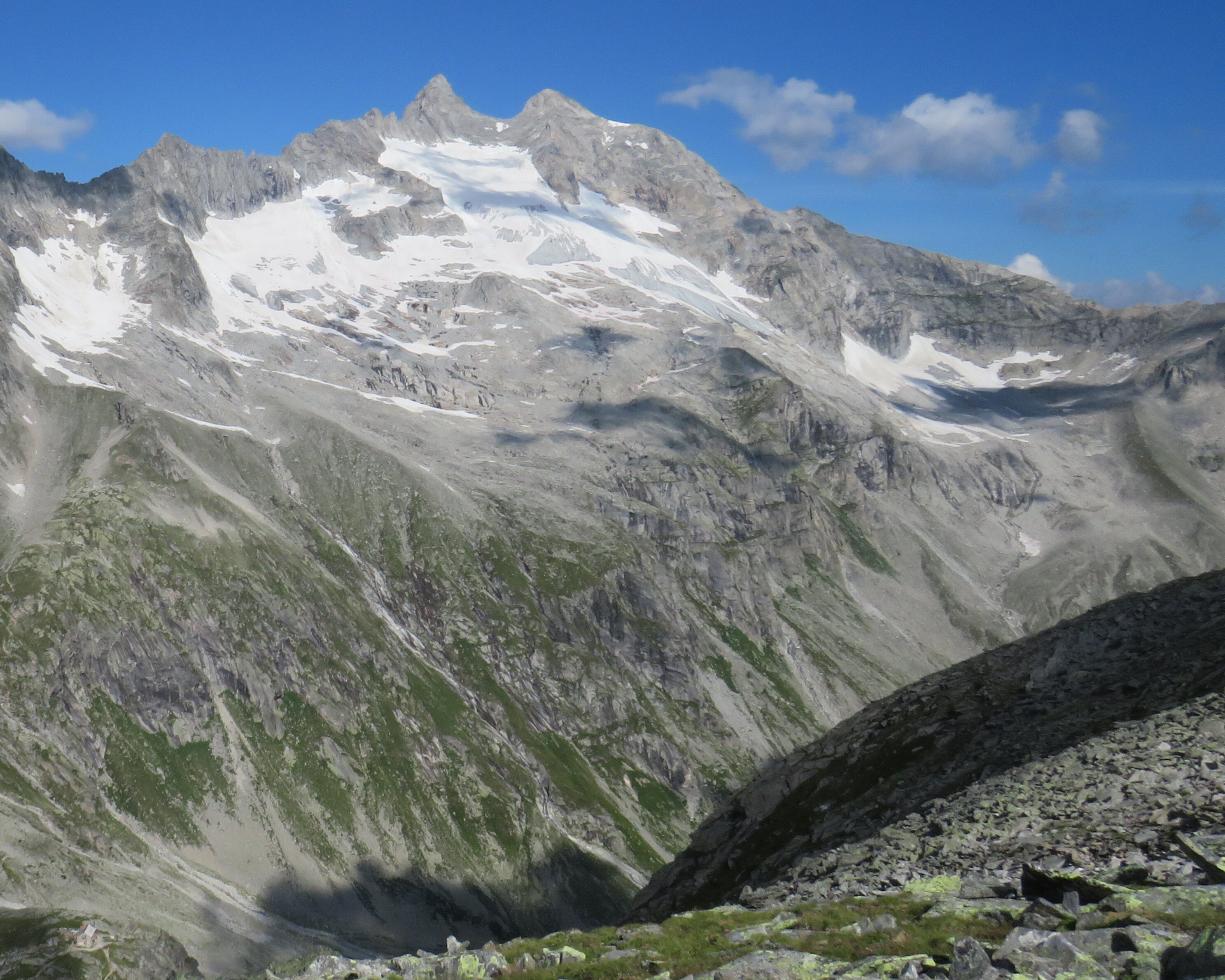
Zillerspitze, Reichenspitze und Gabler, davor das Rainbachkees, unten links die Richterhütte

Der Gipfel ist von der Plauener Hütte (2373 m), von der Richterhütte (2374 m) oder von der Zittauer Hütte (2328 m) aus jeweils als Hochtour erreichbar. Der Normalweg führt von der Plauener Hütte zunächst auf einem markierten Bergweg zum Kuchelmooskees, dann weiter über den Gletscher hinauf bis kurz vor den Grat beim Hahnenkamm und von hier über den aufsteilenden Gipfelhang teils in Kletterei (Schwierigkeitsgrad II) zum Gipfelkreuz. Im Winter wird der Berg häufig auch als Skitour bestiegen vom Speichersee Zillergründel aus via Kuchelmooskees.